# Эйда (Оклахома)
Эйда (англ. Ada) — город в округе Понтоток, штат Оклахома, США, административный центр округа Понтоток. Население по данным переписи населения США 2020 года составляло 16 481 человек. Город был назван в честь Ады Рид, дочери одного из первых поселенцев, и был зарегистрирован в 1901 году.

## Население
| 2010   | 2020    |
| ------ | ------- |
| 16 810 | ↘16 481 |